# HD 199260
HD 199260，又名CD-2615344，SAO 189856、HR 8013，是一颗恒星，视星等为5.7，位于銀經19.59，銀緯-38.09，其B1900.0坐标为赤經20h 50m 50.8s，赤緯-26° -38.09′ 39″。